# Celestial Mechanics and Dynamical Astronomy
Celestial Mechanics and Dynamical Astronomy — научный журнал, охватывающий области астрономии и астрофизики. При основании ему было присвоено название «Небесная Механика» в июне 1969 года. Журнал издаётся Springer Science + Business Media. Его главным редактором является Алессандра Челлетти (Римский университет Tor Vergata), а почётным редактором — Сильвио Ферраз-Мелло (Университет Сан-Паулу).

## Индексация
Журнал абстрагируется и индексируется в:
- Science Citation Index Expanded
- Scopus
- Inspec
- Astrophysics Data System
- Zentralblatt MATH
- ProQuest
- Academic OneFile
- Current Contents/Physical, Chemical and Earth Sciences
- Earthquake Engineering Abstracts
- Engineered Materials Abstracts
- GeoRef
- INIS Atomindex
- International Bibliography of Book Reviews
- International Bibliography of Periodical Literature
- Mathematical Reviews